# Montroseite
La montroseite è un minerale appartenente al gruppo del diasporo.